# Lawrance A-3
Der Lawrance A-3 oder Lawrance Model A war ein Zweizylinderboxermotor für den Antrieb von Flugzeugen des US-amerikanischen Herstellers Lawrance Aero Engine Company. Er wurde Mitte der 1910er Jahre von Charles Lawrance entwickelt und auch von der Excelsior Motor Manufacturing & Supply Company in Lizenz gebaut. Mit einem Gewicht von 200 lb (91 kg) entwickelte der Motor eine Leistung von 28 PS (21 kW). Eine Besonderheit der Maschine war der von beiden Zylindern gemeinsam genutzte Kurbelzapfen, der zu unerwünschten Vibrationen führte, da sich die Kolben immer in die jeweils gleiche Richtung bewegten.

## Anwendungen
- Breese Penguin (nicht flugfähiges Gerät zum Rolltraining am Boden)
- Driggs Dart
- Mummert Cootie
- Shinnecock lightplane
- Swanson SS-3
- Waco Cootie I
- Waco Cootie II

## Ausgestellte Exemplare
- Ein Lawrance A-3 befindet sich in der Ausstellung des Aerospace Museum of California